# IC 4277
IC 4277 је спирална галаксија у сазвјежђу Ловачки пси која се налази на листи објеката дубоког неба у Индекс каталогу.
Деклинација објекта је + 47° 18' 52" а ректасцензија 13h 30m 16,5s. Привидна величина (магнитуда) објекта IC 4277 износи 15,7 а фотографска магнитуда 16,5.